# Szitka luc
A szitka luc (Picea sitchensis) a fenyőalakúak (Pinales) rendjébe és a fenyőfélék (Pinaceae) családjába tartozó faj.

## Neve és rendszertana
A nevét az alaszkai Sitka városról, illetve közösségről kapta. A DNS-vizsgálatok azt mutatták, hogy a szitka lucnál, csak az oregoni luc (Picea breweriana) bazálisabb, azaz ősibb. Az összes többi lucfaj változatosabb, ami arra hagy következtetni, hogy a lucfenyők az észak-amerikai kontinensről származnak.

## Előfordulása
A szitka luc előfordulási területe Észak-Amerika nyugati partvidékén van, északon az alaszkai Kenai-félszigettől, délre Észak-Kaliforniáig, azaz a Fort Bragg nevű városig (Griffin & Critchfield 1972). A mérsékelt övi esőerdők egyik jellegzetes fája; a tengertől sohasem távolodik túl messzire, kivételt képez Oregon, ahol a folyók mentén akár 80 kilométerre is behatol.

## Megjelenése
A szóban forgó lucfenyő, Földünk egyik legnagyobb fája. A fenyők között az ötödik helyen van, az óriás mamutfenyő (Sequoiadendron giganteum), az tengerparti mamutfenyő (Sequoia sempervirens), a déli kaurifenyő (Agathis australis) és az óriás tuja (Thuja plicata) után. Néhány hivatalosan megmért példány elérte a 91 méteres magasságot.
A kérge vékony és pikkelyszerű; 5-20 centiméteres darabokban hámlik. A fiatal példány lombkoronája széles és kúp alakú, az idősebbnél - 20-40 méter - hengeresebbé válik. A fiatal hajtások nagyon világos barnák, majdnem fehéresek. A tűlevele merev és éles; 15-25 milliméter hosszú és oldalra lapított. Sötét kékeszöld 2-3 sornyi gázcserenyílással.
A toboza 6-10 centiméter hosszú; zárva 2, míg nyitva 3 centiméter széles. Karcsú henger alakú. A tobozpikkelyek 15-20 milliméter hosszúak. A fiatal toboz vöröses, 5-7 hónap után világos barnává válik. A fekete magok 3 milliméteresek, 7-9 milliméteres szárnyakkal.
Mivel nagyon nedves talajokban nő, a gyökerei nem hatolnak mélyre és nemigen ágaznak el; főleg oldalnövésűek. Habár nedves területeken él, a vékony kérge és sekély növésű gyökere miatt, a tűz nagy kárt tehet benne.
Egyes példányokra daganatok nőnek, azonban ezek nem károsak az egészségére.

### A legnagyobb példányai
- Carmanah Giant - a Carmanah Walbran Provincial Parkban él és a 96 méteres magasságával a legmagasabb fa Kanadában.
- Queets Spruce - a legterebélyesebb fa a világon, tömege 337 köbméter faanyagot tartalmaz, 75,6 méter magas és 4,55 méter átmérőjű az átlagos méretű ember mellmagasságának tájékán; az Olympic Nemzeti Parkban található, 26 kilométerre a Csendes-óceántól.
- Quinault Lake Spruce - 58,2 méteres magasságával, 298 köbméter faanyagával és 5,39 méter átmérőjével a világ harmadik legnagyobb szitka luca; ez is az Olympic Nemzeti Parkban található, de 39 kilométerre a Csendes-óceántól.

## Felhasználása
A fa anyagát sok mindenre hasznosítják, például a faiparban, papírkészítésben, zongorák és egyéb hangszerek készítésében, a második világháború előtt a repülőgyártásban. A fiatal hajtásokból lucízű sört és szirupot lehet készíteni. Az őslakosok a gyökereiből kosarakat fontak.

## Képek

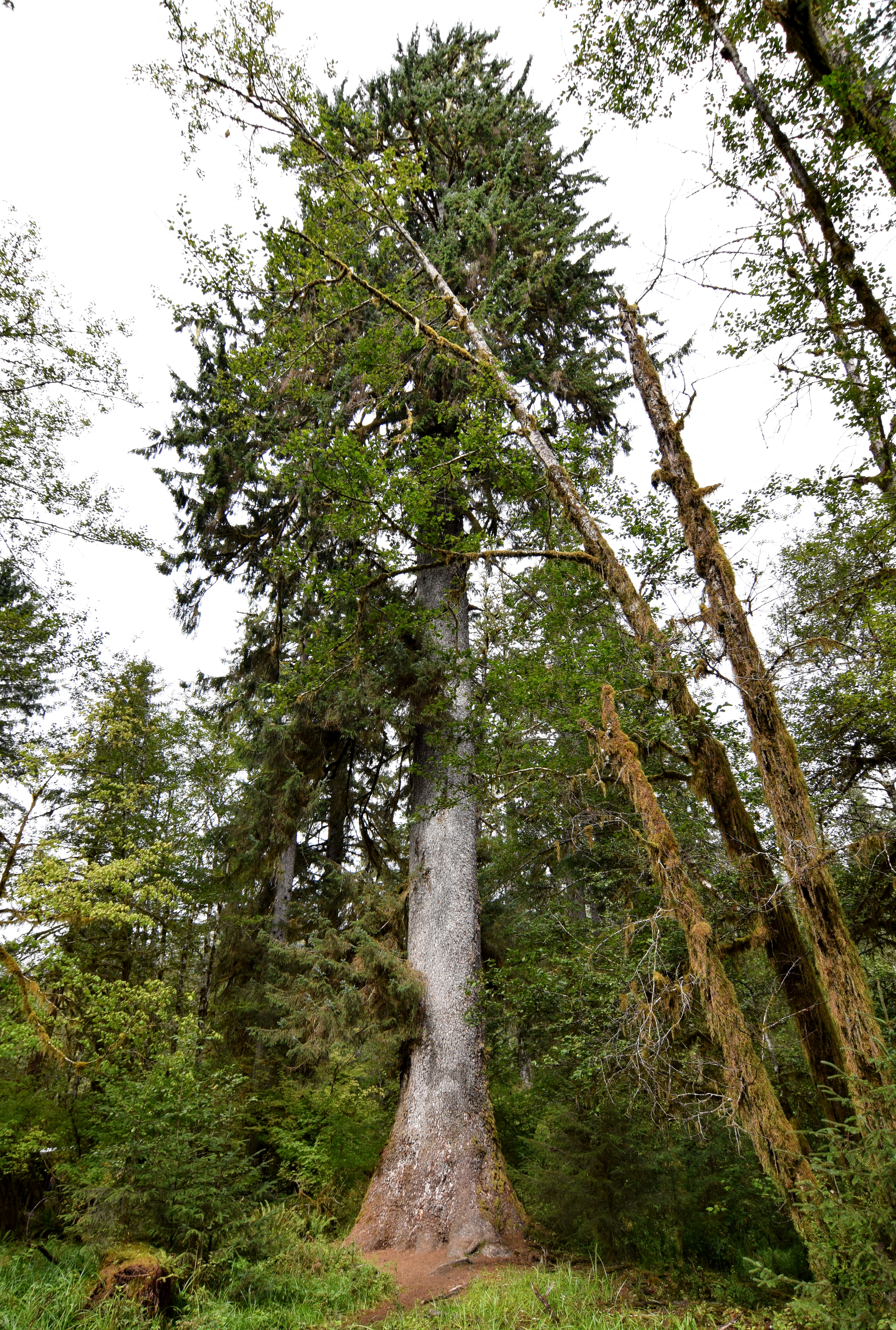
Egyik óriás példánya
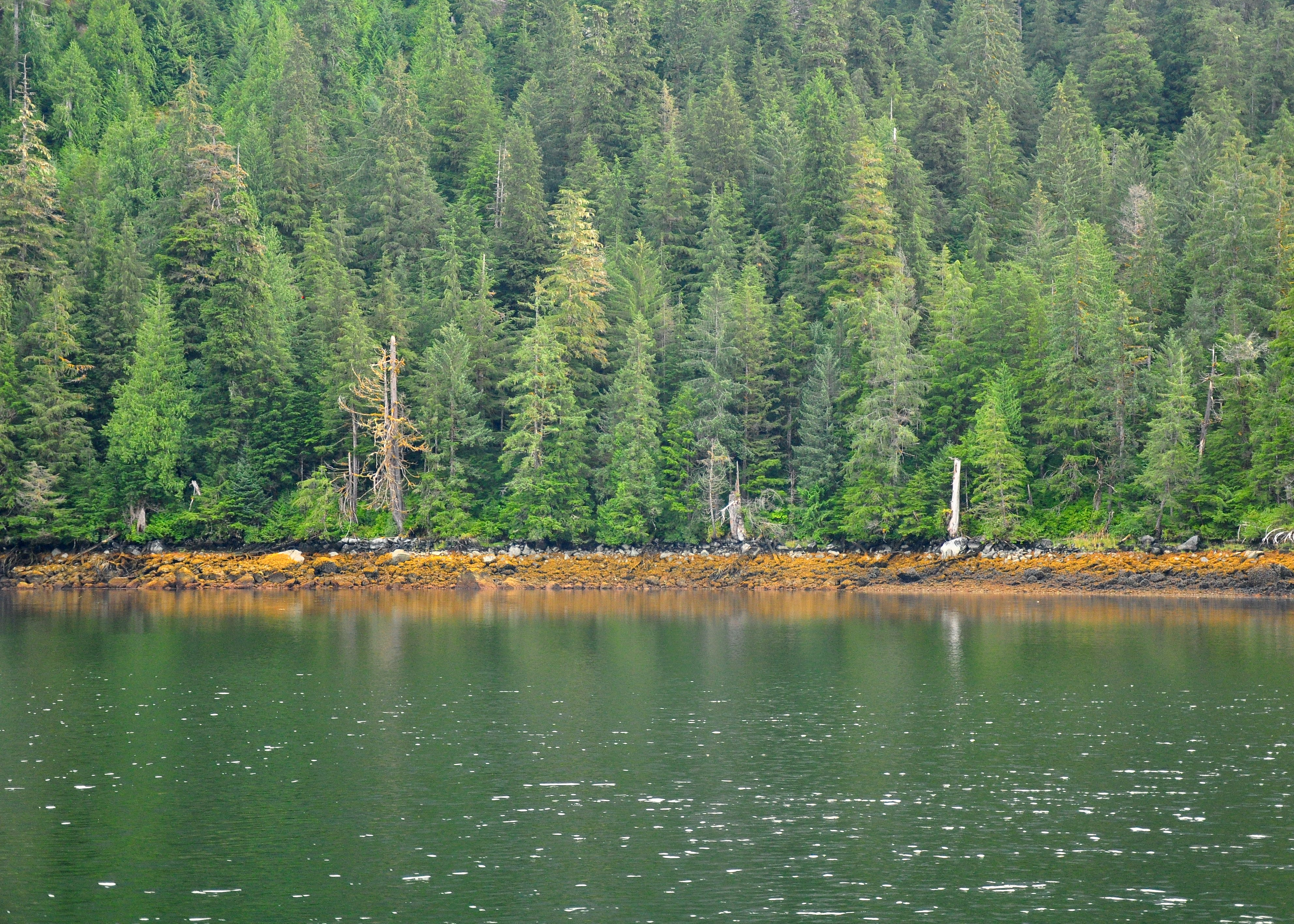
A természetes élőhelyén
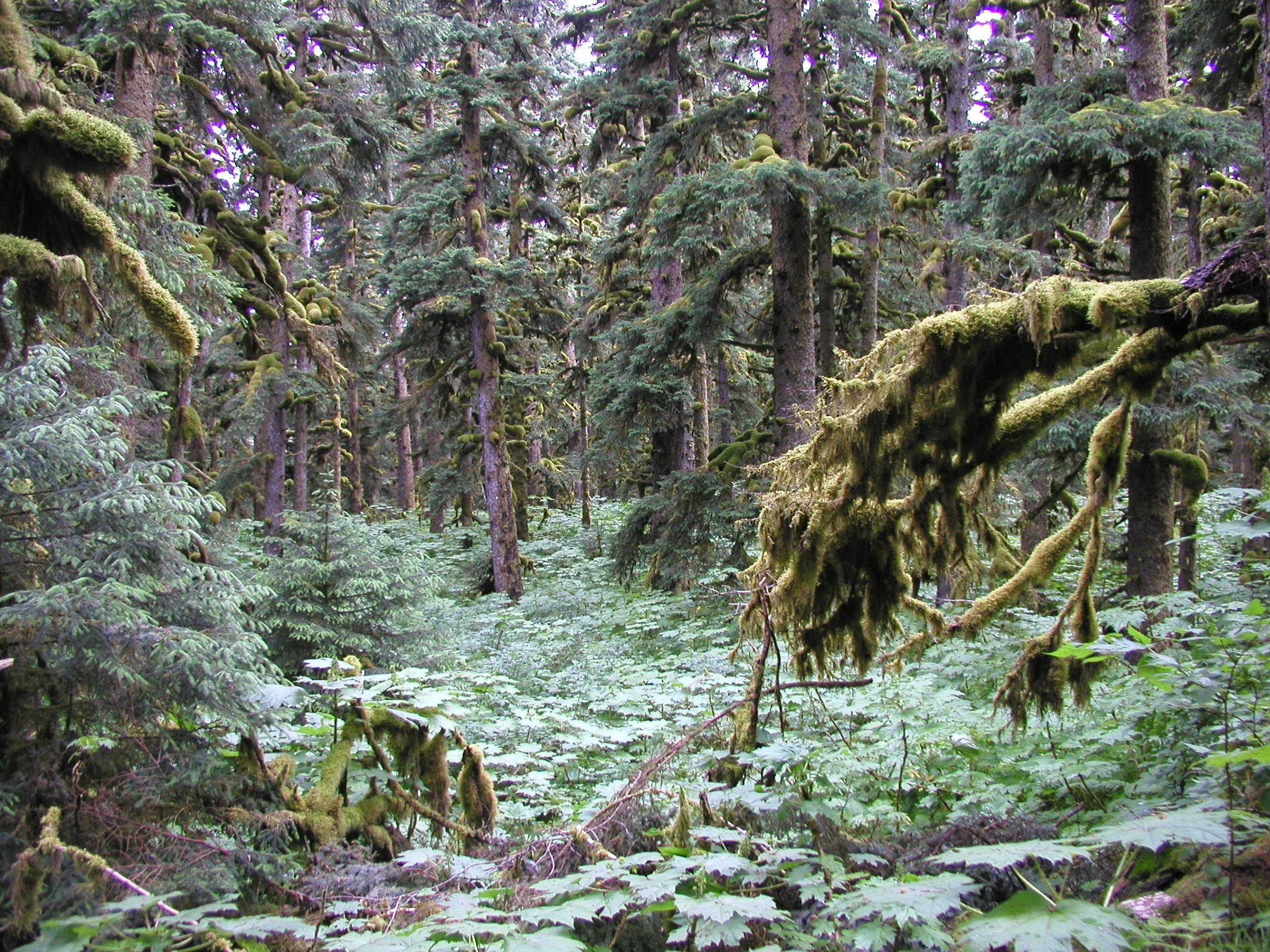
Erdőt alkotva
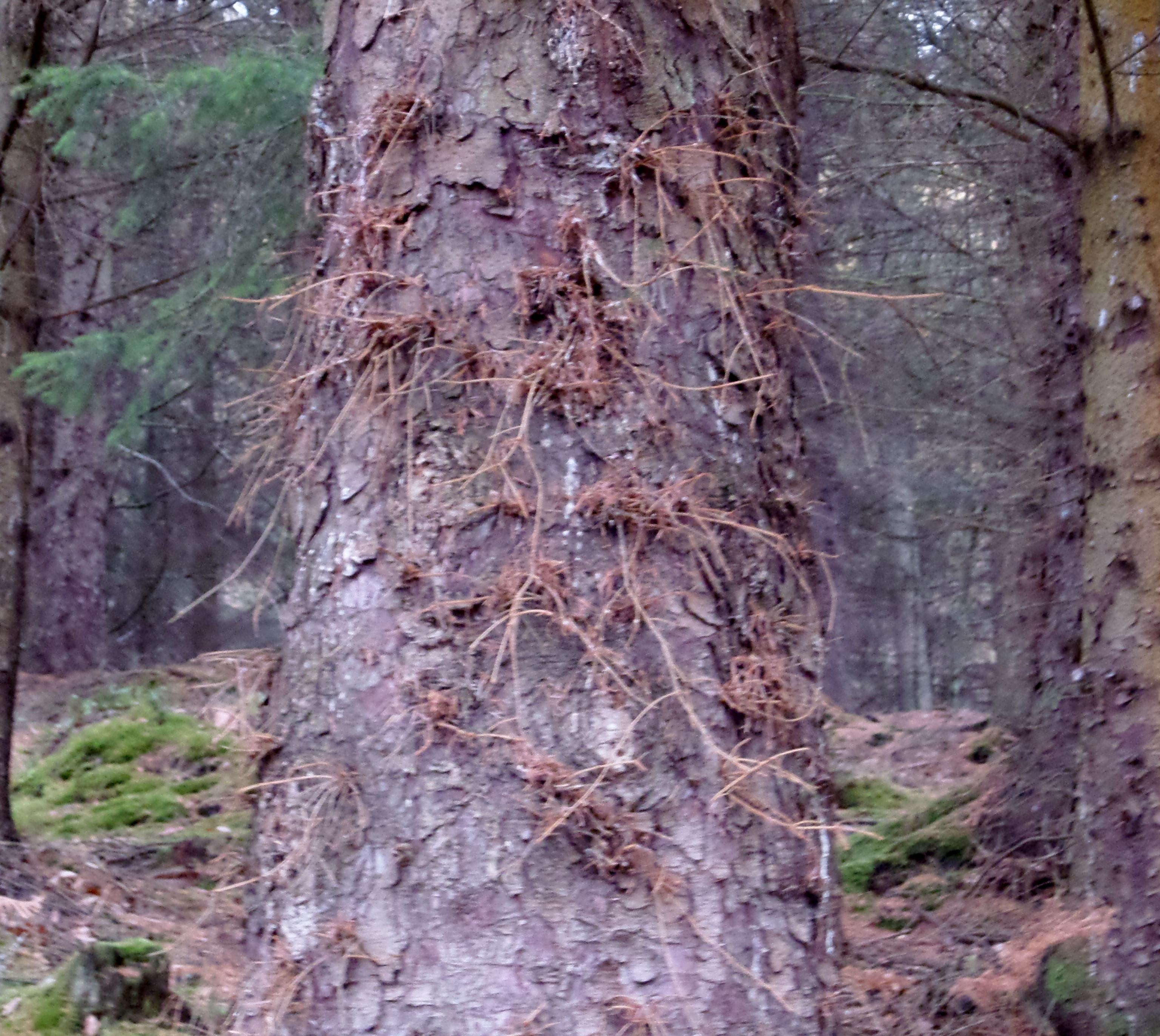
Törzse oldalnövésű gyökerekkel
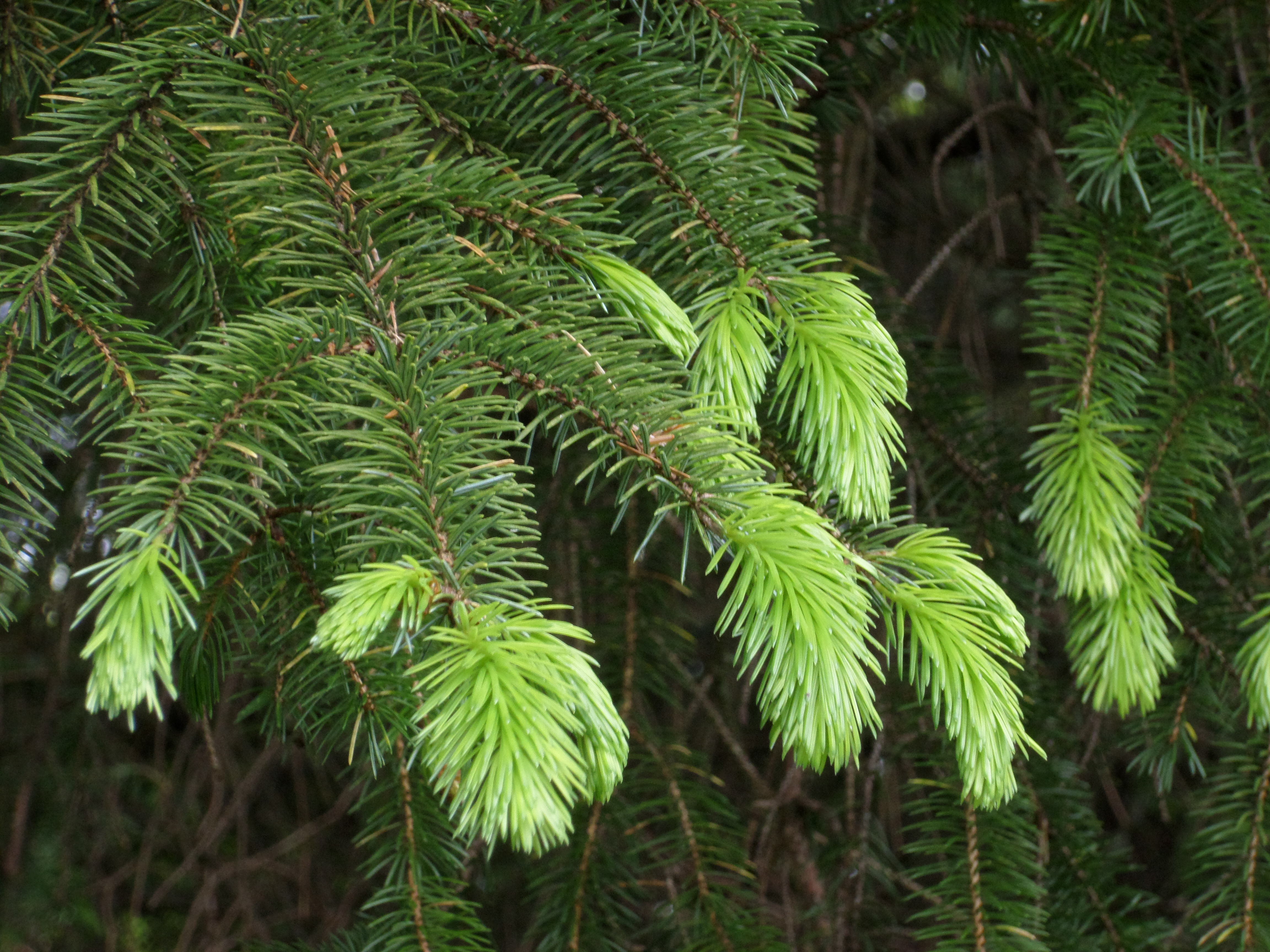
Friss hajtások
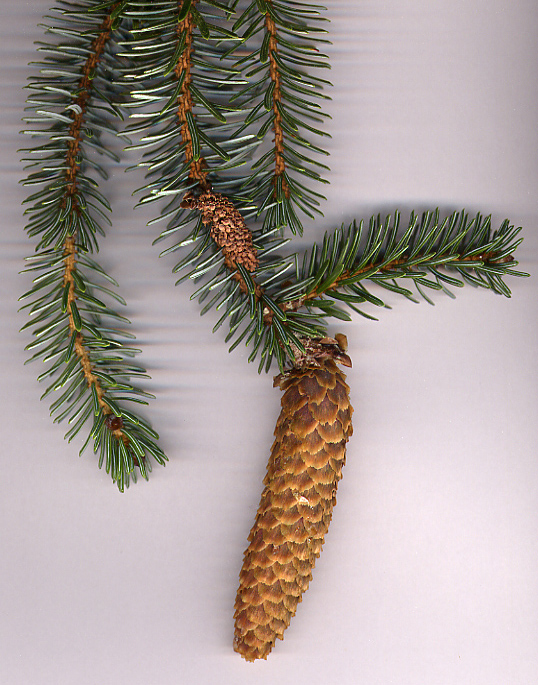
Tűlevelei és toboza
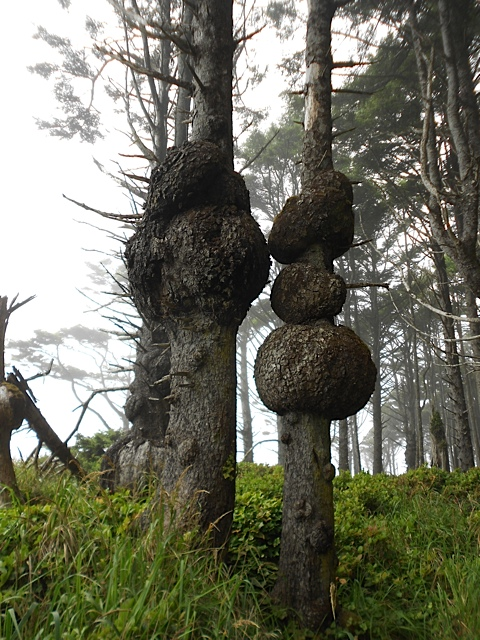
Daganatos példányok
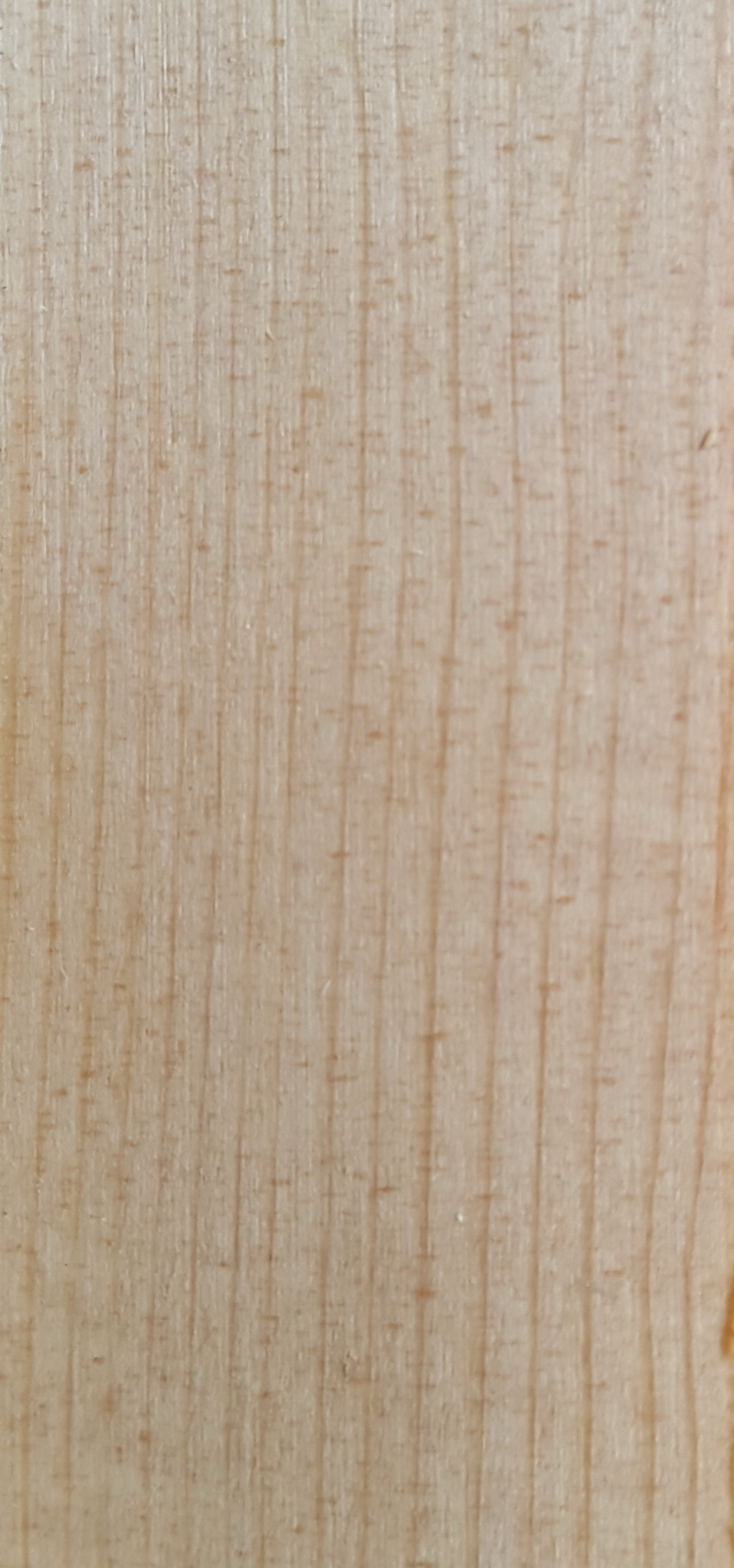
Faanyaga

### Fordítás
- Ez a szócikk részben vagy egészben  a   Picea sitchensis című angol Wikipédia-szócikk ezen változatának fordításán alapul.  Az eredeti cikk szerkesztőit annak laptörténete sorolja fel. Ez a jelzés csupán a megfogalmazás eredetét és a szerzői jogokat jelzi, nem szolgál a cikkben szereplő információk forrásmegjelöléseként.